# トゥルーX
トゥルーX (TrueX, inc) は、21世紀フォックス(現在はウォルト・ディズニー・カンパニー傘下)が所有しているアメリカ合衆国のデジタル広告会社である。

## 概要
2007年にJoe Marchese、Brandon Mills、David LevyによってSocialVibeとして設立されたアメリカのデジタル広告会社である。ロサンゼルスとニューヨークに拠点がある。
2013年から同社はトゥルーXとして知られるようになり、2013年から2014年の間に同社は収益を倍増していき、2014年5月、同社はさらに600万ドルの利益を受け取るようになった。

## ディズニーによる買収
2019年3月20日のウォルト・ディズニー・カンパニーによる21世紀フォックス買収によって、ウォルト・ディズニー・カンパニーの完全子会社となった。
2014年から2019年までの買収以前は21世紀フォックスが所有していた。

## 連携
トゥルーXは、マイクロソフト、ビザ、Apple、ウォルト・ディズニー・カンパニー（2019年3月20日以来TrueXの親会社）、ザ コカ・コーラ カンパニー、 起亜自動車などのオンライン広告で連携している。